# Малі Бережки
Малі Бережки (рос. Малые Бережки) — селище Славського району, Калінінградської області Росії. Входить до складу Ясновського сільського поселення.
Населення —  44 особи (2015 рік). 

## Населення
| 2002 | 2010 |
| ---- | ---- |
| 72   | ↘44  |